# Bassus (Cognomen)
Bassus ist ein römisches Cognomen, welches bereits in republikanischer Zeit in Verwendung war, jedoch verstärkt in der Kaiserzeit auftrat. Zudem trat es im Osten des Reichs und insbesondere in Makedonien häufiger auf als anderswo.
Das Cognomen war bereits frühzeitig in Verwendung, ursprünglich wohl in seiner lateinischen Bedeutung: etwa „der Dicke“. In der Kaiserzeit erlebte es eine Renaissance, als es in Ableitung des semitischen Worts bassun („Katze“) wieder in Mode kam.

## Namensträger
- Anicius Auchenius Bassus (Konsul), römischer Konsul 431
- Anicius Auchenius Bassus (Stadtpräfekt), römischer Stadtpräfekt 382
- Audius Bassus, römischer Politiker, Prokonsul in Zypern 198
- Asinius Bassus, römischer Politiker, Quästor unter Kaiser Trajan
- Aufidius Bassus, römischer Historiker, 1. Jahrhundert
- Betilienus Bassus, römischer Politiker, Quaestor unter Kaiser Caligula
- Caesonius Bassus, römischer Politiker, Konsul 317
- Decimus Aburius Bassus, römischer Suffektkonsul 85
- Flavius Bassus Herculanus, römischer Konsul 452
- Gaius Caesius Bassus, römischer Dichter zur Zeit des Kaiser Nero

- Gaius Iulius Bassus (Statthalter), römischer Statthalter, 1. und 2. Jahrhundert
- Gaius Iulius Bassus (Konsul 139), römischer Suffektkonsul 139
- Gaius Iulius Quadratus Bassus, römischer Suffektkonsul 105
- Gaius Laecanius Bassus (Konsul 40), römischer Suffektkonsul
- Gaius Laecanius Bassus (Konsul 64), römischer Konsul
- Gaius Laecanius Bassus Caecina Paetus, römischer Suffektkonsul 70
- Gaius Oppius Bassus, römischer Offizier, 1. und 2. Jahrhundert
- Gaius Salvius Liberalis Nonius Bassus, römischer Suffektkonsul 85
- Gnaeus Munatius Aurelius Bassus, römischer Offizier, 1. Jahrhundert
- Iunius Bassus (Konsul), römischer Politiker, Konsul 331
- Iunius Bassus Theotecnius, römischer Politiker, Stadtpräfekt 359
- Lucius Annius Bassus, römischer Suffektkonsul 70
- Lucius Arnius Bassus, römischer Centurio, 1. Jahrhundert
- Lucius Caesonius Ovinius Manlius Rufinianus Bassus, spätantiker römischer Politiker und Konsul
- Lucius Flavius Silva Nonius Bassus, römischer Senator und Feldherr, 1. Jahrhundert
- Lucius Nonius Bassus, römischer Offizier, 2. Jahrhundert
- Lucius Pomponius Bassus, römischer Suffektkonsul 118
- Lucius Valerius Septimius Bassus, römischer Stadtpräfekt zwischen 379 und 383
- Marcus Aemilius Bassus, römischer Offizier, 2. Jahrhundert
- Marcus Iallius Bassus, römischer Feldherr und Politiker, Statthalter von Pannonia superior, Suffektkonsul 158
- Marcus Magrius Bassus, römischer Politiker, Konsul 289
- Mummius Bassus, römischer Konsul 258
- Pomponius Bassus (Konsul 211), römischer Politiker
- Pomponius Bassus (Konsul 271), römischer Politiker
- Ρublius Betilienus Bassus, Münzmeister unter Kaiser Augustus
- Publius Philodamus Bassus, antiker römischer Goldschmied, frühe Kaiserzeit
- Publius Ventidius Bassus, römischer Feldherr und Politiker, Suffektkonsul 43 v. Chr.
- Quintus Caecilius Bassus, römischer Ritter, 1. Jahrhundert v. Chr.
- Quintus Iallius Bassus, römischer Suffektkonsul 158
- Quintus Vettidius Bassus, römischer Statthalter, 1. Jahrhundert
- Septimius Bassus, römischer Stadtpräfekt 317–319
- Sextus Lucilius Bassus, römischer Ritter und Flottenpräfekt, 1. Jahrhundert
- Tarracius Bassus, römischer Stadtpräfekt nach 375
- Titus Flavius Bassus, Suffektkonsul unbekannten Jahres
- Titus Pomponius Bassus, römischer Konsul 94
- (Vibius?) Bassus, römischer Politiker, römischer Stadtpräfekt 193, zuvor (Suffekt?)Konsul